# Cara Williams
Cara Williams (født Bernice Kamiat; 29. juni 1925, død 9. december 2021) var en amerikansk tv- og filmskuespiller. Hun er bedst kendt for sin rolle som Billys mor i Lænken (1958), for hvilken hun blev nomineret til en Oscar for bedste kvindelige birolle, og for hendes rolle som Gladys Porter i tv-serien Pete and Gladys, der løb fra 1960-1962, og for hvilken hun blev nomineret til Emmy Award for bedste kvindelige hovedrolle i en komedie.
Williams døde 9. december 2021 i en alder af 96 år.